# لوسيل وارد
لوسيل وارد (بالإنجليزية: Lucille Ward)‏ هي ممثلة أمريكية، ولدت في 25 فبراير 1880 في الولايات المتحدة، وتوفيت بنفس المكان في 8 أغسطس 1952.

## وصلات خارجية
- لوسيل وارد على موقع IMDb (الإنجليزية)
- لوسيل وارد على موقع قاعدة بيانات الفيلم (الإنجليزية)